# 大山野
大山野（おおやまの）は、千葉県君津市の地名。丁番を持たない単独町名で、郵便番号は299-1123。

## 地理
市内西部、小糸川の支流である宮下川の上流に位置する。地内は主に山林であり、宮下川沿いや山間の平地に水田が広がり、集落が点在する。
北で宮下、北東で六手、東で皿引・馬登、南で富津市桜井、西で作木・山高原・小山野とそれぞれ接する（特記ないものは君津市）。

### 河川
- 宮下川

## 歴史

### 沿革
- 江戸時代 - 周淮郡大山野村成立。旗本酒井氏領[4]。
- 1873年（明治6年） - 大山野村、千葉県に所属[4]。
- 1889年（明治22年）4月1日 - 町村制施行により周淮郡周南村大字大山野となる[4]。
- 1897年（明治30年）4月1日 - 周南村、郡統合により君津郡所属となる。
- 1954年（昭和29年）3月31日 - 周南村と君津町（初代）・貞元村が合併し君津郡君津町（2代目）が成立、同町の大字となる。
- 1971年（昭和46年）9月1日 - 君津町が市制施行し、君津市となる。

## 世帯数と人口
2020年（令和2年）1月31日現在の世帯数と人口は以下の通りである。
| 大字   | 世帯数  | 人口  |
| ------ | ------- | ----- |
| 大山野 | 107世帯 | 230人 |

## 小・中学校の学区
市立小・中学校に通う場合、学区は以下の通りとなる。
| 番地 | 小学校             | 中学校             |
| ---- | ------------------ | ------------------ |
| 全域 | 君津市立周南小学校 | 君津市立周南中学校 |

## 交通
地内を通る鉄道路線はない。最寄駅はJR内房線君津駅。

### バス
- 君津市コミュニティバス
  - 小糸川循環線 君津グラウンドゴルフ場 - 大山野 - 溝添社宅 - 貞元小前 - 君津駅南口 - 君津市役所 - 君津バスターミナル - 溝添社宅 - 大山野 - 君津グラウンドゴルフ場（循環ルート）

### 道路
高速道路
- 館山自動車道
  - 君津パーキングエリア/スマートインターチェンジ

地内を通る国道および県道はない。

## 施設
- 周南公民館
- 大山野公民館
- 山の手フラワーヒル - 特別養護老人ホーム。

## 史跡
- 龍善寺
- 宝泉寺
- 真竜寺
- 大宮賣神社